# Le Sentier (Indre-et-Loire)
Le Sentier est une ancienne commune d'Indre-et-Loire, annexée en 1822 par Monthodon.

## Démographie
| 1793 | 1800 | 1806 | 1821 |
| ---- | ---- | ---- | ---- |
| 200  | 218  | 179  | 201  |

## Bâtiment anciens
Il y a plusieurs bâtiments anciens dans la commune tels que l'ancienne école, l'ancienne église et sa chapelle.